# Kanton Zentralbosnien
Der Kanton Zentralbosnien, auch Kanton Mittelbosnien genannt (bosnisch Srednjobosanski kanton, kroatisch Srednjobosanska županija), ist einer der zehn Kantone in der Föderation Bosnien und Herzegowina. Der Verwaltungssitz ist Travnik. Der Kanton hat eine Fläche von 3.189,0 km², was 12 % der Fläche der Föderation Bosnien und Herzegowina ausmacht.

## Bevölkerung
Der Kanton Zentralbosnien hatte 2013 etwa 273.000 Einwohner.
Der Kanton ist einer der beiden ehemaligen Kantone mit Sonderstatus, in denen die kroatische und die bosniakische Bevölkerungsgruppe ungefähr gleich groß sind.

## Gemeinden
Der Kanton Zentralbosnien umfasst 12 Gemeinden (Einwohnerzahlen von 2013):
- Bugojno 34.559
- Busovača 18.488
- Dobretići 2.041
- Donji Vakuf 14.739
- Fojnica 13.047
- Gornji Vakuf-Uskoplje 22.304
- Jajce 30.758
- Kiseljak 21.919
- Kreševo 5.638
- Novi Travnik 25.107
- Travnik 57.543
- Vitez 27.006